# Grammomys dryas
Grammomys dryas är en däggdjursart som först beskrevs av Thomas 1907.  Grammomys dryas ingår i släktet Grammomys och familjen råttdjur. IUCN kategoriserar arten globalt som nära hotad. Inga underarter finns listade i Catalogue of Life.
Denna gnagare förekommer med flera från varandra skilda populationer i östra Afrika. Den hittas i västra Uganda, östra Kongo-Kinshasa, Rwanda och norra Burundi. Arten lever i tropiska fuktiga skogar i bergstrakter.
Arten når en kroppslängd (huvud och bål) av 100 till 130 mm, en svanslängd av 142 till 177 mm och en vikt av 30 till 59 g. Bakfötterna är 22 till 28 mm långa och öronen är 15 till 21 mm stora. Pälsen på ovansidan har en brun färg med ockra och rosa nyanser och huvudet är gråbrun till grå. Det finns en tydlig gräns mot den vita undersidan i form av en ljusbrun linje. Vid den mörkbruna svansens spets förekommer en tofs. Honor har fyra spenar vid ljumsken.
Grammomys dryas är aktiv på natten. Den går på marken och klättrar i växtligheten. Arten vilar på dagen i bon av gräs och andra växtdelar som göms i buskar. Denna gnagare har nötter och gröna växtdelar som föda. Antagligen finns ingen fast parningstid. Per kull föds upp till tre ungar.